# Земля Якова I
Земля Якова I (норв. James I Land) — часть территории острова Западный Шпицберген (архипелаг Шпицберген, Норвегия).
Земля Якова I расположена в северо-западной части острова, к западу от Диксонфьорда. Названа в честь Якова I, короля Англии (1603—1625).